# العلاقات الهندية السريلانكية
العلاقات الهندية السريلانكية هي العلاقات الثنائية التي تجمع بين الهند وسريلانكا.

## مقارنة بين البلدين
هذه مقارنة عامة ومرجعية للدولتين:
| وجه المقارنة                                              | الهند                       | سريلانكا                         |
| --------------------------------------------------------- | --------------------------- | -------------------------------- |
| المساحة (كم2)                                             | 3.29 مليون                  | 65.61 ألف                        |
| عدد السكان (نسمة)                                         | 1.35 مليار                  | 21.44 مليون                      |
| الكثافة السكانية (ن./كم²)                                 | 410.33                      | 326.78                           |
| العاصمة                                                   | نيودلهي                     | سري جاياواردنابورا كوتي، كولمبو  |
| اللغة الرسمية                                             | اللغة الهندية، لغة إنجليزية | اللغة السنهالية، اللغة التاميلية |
| العملة                                                    | روبية هندية                 | روبية سريلانكي                   |
| الناتج المحلي الإجمالي (بليون دولار)                      | 2.60 تريليون                | 87.17 مليار                      |
| الناتج المحلي الإجمالي (تعادل القوة الشرائية) بليون دولار | 8.00 تريليون                | 246.62 مليار                     |
| الناتج المحلي الإجمالي الاسمي للفرد دولار أمريكي          | 1.60 ألف                    | 3.93 ألف                         |
| الناتج المحلي الإجمالي للفرد دولار أمريكي                 | 5.70 ألف                    | 11.11 ألف                        |
| مؤشر التنمية البشرية                                      | 0.609                       | 0.757                            |
| رمز المكالمات الدولي                                      | +91                         | +94                              |
| رمز الإنترنت                                              | .in، .भारत ‏، .بھارت ‏،        | .lk،                             |
| المنطقة الزمنية                                           | ت ع م+05:30، توقيت الهند    | ت ع م+05:30                      |

## مدن متوأمة
في ما يلي قائمة باتفاقيات التوأمة بين مدن هندية وسريلانكية:
- ترتبط سولابور مع كاندي باتفاقية توأمة.

## منظمات دولية مشتركة
يشترك البلدان في عضوية مجموعة من المنظمات الدولية، منها:
| علم المنظمة | اسم المنظمة                                                    | تاريخ انضمام الهند | تاريخ انضمام سريلانكا |
| ----------- | -------------------------------------------------------------- | ------------------ | --------------------- |
|             | منظمة التجارة العالمية                                         | 1995               | ?                     |
|             | الاتحاد البريدي العالمي                                        | ?                  | ?                     |
|             | مبادرة خليج البنغال للتعاون التقني والاقتصادي المتعدد القطاعات | ?                  | ?                     |
|             | منتدى آسيان الإقليمي ‏                                          | ?                  | ?                     |
|             | دول الكومنولث                                                  | 15 أغسطس 1947      | 1948                  |
|             | يونسكو                                                         | 4 نوفمبر 1946      | 14 نوفمبر 1949        |
|             | مؤسسة التمويل الدولية                                          | 20 يوليو 1956      | 20 يوليو 1956         |
|             | بنك التنمية الآسيوي                                            | 1966               | 1966                  |
|             | منظمة حظر الأسلحة الكيميائية                                   | ?                  | ?                     |
|             | مؤسسة التنمية الدولية                                          | 24 سبتمبر 1960     | 27 يونيو 1961         |
|             | وكالة ضمان الاستثمار متعدد الأطراف                             | 6 يناير 1994       | 27 مايو 1988          |
|             | الاتحاد الدولي للاتصالات                                       | 1869               | 1897                  |
|             | منظمة الشرطة الجنائية الدولية                                  | ?                  | ?                     |
|             | الأمم المتحدة                                                  | 30 أكتوبر 1945     | 14 ديسمبر 1955        |
|             | البنك الدولي للإنشاء والتعمير                                  | 27 ديسمبر 1945     | 29 أغسطس 1950         |
|             | المنظمة الهيدروغرافية الدولية                                  | ?                  | ?                     |

## أعلام
هذه قائمة لبعض الشخصيات التي تربطها علاقات بالبلدين:
- أ. إس. أ. سامي (1915 – 10 ديسمبر 1998)
- بوجا أوماشانكار (ممثلة هندية، 25 يونيو 1981[22] – )

## وصلات خارجية
- موقع وزارة الخارجية الهندية
- موقع وزارة الخارجية السريلانكية